# Distretto di Perşembe
Il distretto di Perşembe (in turco Perşembe ilçesi) è uno dei distretti della provincia di Ordu, in Turchia.